# 圖塔本
圖塔本，中國清朝官員。1860年，圖塔本，於台灣擔任台灣府海防兼南路理番同知。品等為正五品的該官職隸屬於台灣府，主管全台灣船政治安業務及台灣南路之台灣原住民事務，相當於副知府。
| 前任： 何 (佚名) | 台灣府海防兼南路理番同知 1860年上任 | 繼任： 秦煦 |